# Мег Харис
Мег Харис (енгл. Meg Harris; Олбери, 7. март 2002) аустралијска је пливачица  чија специјалност су спринтерске трке слободним стилом. Вишеструка је светска првакиња у великим и малим базенима, двострука олимпијска победница и вишеструка национална првакиња и рекордерка. 
Године 2022. додељен јој је „Орден Аустралије” (енгл. Medal of the Order of Australia) због изванредних залагања и резултата које постиже у спорту, упркос чињеници да је особа са значајно оштећеним слухом.

## Спортска каријера
Харис је дебитовала за Аустралију 2017. на Јуниорским ирама комонвелта у Насауу, где је освојила златну медаљу у трци на 50 метара слободним стилом. Две године касније, на светском јуниорском првенству у Будимпешти осваја две бронзане медаље у појединачним тркама на 50 и 100 слободно, односно сребро у штафетној трци на 4×100 метара слободним стилом. 
За сениорску репрезентацију је дебитовала на Олимпијским играма у Токију 2021, пливајући у обе штафетне трке слободним стилом. У финалу штафетне трке на 4×100 слободно, Харис је пливала другу измену, а аустралијски тим за који су пливале још и Кејт Кемпбел, Бронти Кемпбел и Ема Макион, освојио је златну медаљу уз нови светски рекорд. У штафети 4×200 слободно, која је освојила бронзану медаљу, пливала је у квалификацијама.
Током јануара 2022. доживела је несрећу са скутером у којој је задобила прелом руке, због којег је пар месеци паузирала са пливањем.
Дебитантски наступ на светским првенствима у великим базенима, у Бидимпешти 2022, окончала је и више него успешно са освојене две титуле светске првакиње у тркама на 4×100 слободно и 4×100 слободно микс, односно сребром на 4×100 мешовито микс и бронзон на 50 слободно. Годину је окончала освајањем две златне и 3 сребрне медаље (све освојене у штафетним тркама) на светском првенству у малим базенима у Мелбурну.  
Већ наредне године успешно је одбранила титулу светске првакиње на 4×100 слободно, пошто је аустралијски тим на првенству у Фукуоки у саставу Шејна Џек, Моли О`Калахан, Мег Харис и Ема Макион, испливао нови светски рекорд у овој дисициплини. У преостале две штафетне трке у којима је учествовала пливала је само у квалификацијама, а аустралијски тим је обе трке у финалу окончао са освојеним медаљама, златном на 4×100 слободно микс и бронзаном у трци на 4×100 мешовито.
Своје учешће на другим узастопним Олимпијским играма у Паризу 2024. започела је одбраном титуле у трци штафета на 4×100 слободно. За Аустралију је у финалу пливао идентичан тим који је годину дана раније освојио злсто на светском првенству, а њихов резултат од 3.28,92 минута био је уједно и нови олимпијски рекорд. Мег је у Паризу освојила и сребрне медаље на 50 слободно  и 4×100 мешовито.